# Roll with Us
Roll with Us è un brano musicale della rapper statunitense Doja Cat, pubblicato il 1 febbraio 2018 come singolo promozionale dal suo primo album Amala.